# Sportclub Venlo '54 in het seizoen 1954/55
Het seizoen 1954/1955 is het 1e en enige jaar in het bestaan van de Venlose voetbalclub Sportclub Venlo '54. De club kwam uit in de competitie van de nieuwe voetbalbond NBVB. Het team speelde 11 wedstrijden voordat beide voetbalbonden fuseerden en verder gingen als één voetbalbond. Na de fusie ging de club samen met stadgenoot VVV verder als VVV en werd opnieuw ingedeeld in de KNVB-competitie.

## Wedstrijdstatistieken

### Oefenwedstrijden
| zaterdag 14 augustus 1954, 18:00 | Alkmaar '54                                | 3 – 0 (0 – 0) | Sportclub Venlo '54 | Opstelling Alkmaar '54                                                                                  | Opstelling Sportclub Venlo '54 |  |
| Stadion: Gemeentelijk Sportpark, Alkmaar Toeschouwers: 13.000 Scheidsrechter: J. Cohen                                                                                        | Klaas Smit 46', 85' Henk van der Sluis 60' |               |                     | Snabilie, Peggeman, Kabel, Ramakers, Kuijper, E. Smit, Van Vliet, Fuchs, Van der Sluis, K. Smit, Michel | Swinkels, Driessen 70' ( Lamberts), Teeuwen, Van den Hurk, Gubbels , Schencke, Sijbers, Snoek 70' ( Hovens), Van Rhee, Ten Berge 46' ( Schreurs), Van den Heuvel |  |
| Stadion: Gemeentelijk Sportpark, Alkmaar Toeschouwers: 13.000 Scheidsrechter: J. Cohen                                                                                        |                                            |               |                     | Snabilie, Peggeman, Kabel, Ramakers, Kuijper, E. Smit, Van Vliet, Fuchs, Van der Sluis, K. Smit, Michel | Swinkels, Driessen 70' ( Lamberts), Teeuwen, Van den Hurk, Gubbels , Schencke, Sijbers, Snoek 70' ( Hovens), Van Rhee, Ten Berge 46' ( Schreurs), Van den Heuvel |  |
| Stadion: Gemeentelijk Sportpark, Alkmaar Toeschouwers: 13.000 Scheidsrechter: J. Cohen                                                                                        |                                            |               |                     | Snabilie, Peggeman, Kabel, Ramakers, Kuijper, E. Smit, Van Vliet, Fuchs, Van der Sluis, K. Smit, Michel | Swinkels, Driessen 70' ( Lamberts), Teeuwen, Van den Hurk, Gubbels , Schencke, Sijbers, Snoek 70' ( Hovens), Van Rhee, Ten Berge 46' ( Schreurs), Van den Heuvel |  |
| Bijz.: Eerste profwedstrijd in Nederland. De van SV Blerick afkomstige Jan van den Heuvel zou uiteindelijk niet voor Sportclub Venlo kiezen, maar terugkeren naar SV Blerick. |                                            |               |                     | | |  |

### NBVB
Speelronde 1:
| zondag 12 september 1954                                                        | Sportclub Venlo '54 | 1 – 1 (1 – 0) | De Graafschap     | Opstelling Sportclub Venlo '54 | Opstelling De Graafschap |  |
| Stadion: Sportpark De Berckt, Baarlo Toeschouwers: 7.000 Scheidsrechter: Koster | Pierre van Rhee 38' |               | 82' Gerrit Jansen | Swinkels, Driessen, Teeuwen, Van den Hurk, Gubbels , Schencke, Sijbers, Snoek, Van Rhee, Ten Berge, Van den Wildenberg RESERVEBANK: Lamberts, Brueren, Schreurs, Hovens | Marskamp, Jochemsen, Beumer, Weijand, W. Hendriks, Welgraven, Kluin, Faber, E. Hendriks ' ( H. Jansen), E. Jansen, G. Jansen RESERVEBANK: Gerritsen, De Wilde |  |
| Stadion: Sportpark De Berckt, Baarlo Toeschouwers: 7.000 Scheidsrechter: Koster |                     |               |                   | Swinkels, Driessen, Teeuwen, Van den Hurk, Gubbels , Schencke, Sijbers, Snoek, Van Rhee, Ten Berge, Van den Wildenberg RESERVEBANK: Lamberts, Brueren, Schreurs, Hovens | Marskamp, Jochemsen, Beumer, Weijand, W. Hendriks, Welgraven, Kluin, Faber, E. Hendriks ' ( H. Jansen), E. Jansen, G. Jansen RESERVEBANK: Gerritsen, De Wilde |  |
| Stadion: Sportpark De Berckt, Baarlo Toeschouwers: 7.000 Scheidsrechter: Koster |                     |               |                   | Swinkels, Driessen, Teeuwen, Van den Hurk, Gubbels , Schencke, Sijbers, Snoek, Van Rhee, Ten Berge, Van den Wildenberg RESERVEBANK: Lamberts, Brueren, Schreurs, Hovens | Marskamp, Jochemsen, Beumer, Weijand, W. Hendriks, Welgraven, Kluin, Faber, E. Hendriks ' ( H. Jansen), E. Jansen, G. Jansen RESERVEBANK: Gerritsen, De Wilde |  |
|                                                                                 |                     |               |                   | | |  |

Speelronde 2:
| zaterdag 18 september 1954                                                          | Twentse Profs    | 1 – 1 (0 – 1) | Sportclub Venlo '54 | Opstelling Twentse Profs                                                                                      | Opstelling Sportclub Venlo '54                                                                                            |  |
| Stadion: Stadion Veldwijk, Hengelo Toeschouwers: 10.000 Scheidsrechter: Van Rooijen | Arnold Bosch 82' |               | 8' Geert ten Berge  | Koster, Rikhof, Hofer, J. van der Veen, Schonewille, Toren, Ten Brink, Dani, Bosch, F. van der Veen, Kamphuis | Swinkels, Driessen, Teeuwen, Schencke, Gubbels , Schreurs, Sijbers, Van den Hurk, Van Rhee, Ten Berge, Van den Wildenberg |  |
| Stadion: Stadion Veldwijk, Hengelo Toeschouwers: 10.000 Scheidsrechter: Van Rooijen |                  |               |                     | Koster, Rikhof, Hofer, J. van der Veen, Schonewille, Toren, Ten Brink, Dani, Bosch, F. van der Veen, Kamphuis | Swinkels, Driessen, Teeuwen, Schencke, Gubbels , Schreurs, Sijbers, Van den Hurk, Van Rhee, Ten Berge, Van den Wildenberg |  |
| Stadion: Stadion Veldwijk, Hengelo Toeschouwers: 10.000 Scheidsrechter: Van Rooijen |                  |               |                     | Koster, Rikhof, Hofer, J. van der Veen, Schonewille, Toren, Ten Brink, Dani, Bosch, F. van der Veen, Kamphuis | Swinkels, Driessen, Teeuwen, Schencke, Gubbels , Schreurs, Sijbers, Van den Hurk, Van Rhee, Ten Berge, Van den Wildenberg |  |
|                                                                                     |                  |               |                     | | |  |

Speelronde 3:
| zondag 26 september 1954                                                          | Sportclub Venlo '54                     | 2 – 3 (0 – 2) | Fortuna '54                          | Opstelling Sportclub Venlo '54 | Opstelling Fortuna '54 |
| Stadion: Sportpark De Berckt, Baarlo Toeschouwers: 7.000 Scheidsrechter: J. Cohen | Pierre van Rhee 80' Geert ten Berge 85' |               | 10' Jo Dingena 22', 55' André Hofman | Swinkels 46' ( Faessen), Driessen, Teeuwen, Van den Hurk, Gubbels , Schencke, Sijbers, Hovens, Van Rhee, Ten Berge, Van den Wildenberg |                        |
| Stadion: Sportpark De Berckt, Baarlo Toeschouwers: 7.000 Scheidsrechter: J. Cohen |                                         |               |                                      | Swinkels 46' ( Faessen), Driessen, Teeuwen, Van den Hurk, Gubbels , Schencke, Sijbers, Hovens, Van Rhee, Ten Berge, Van den Wildenberg |                        |
| Stadion: Sportpark De Berckt, Baarlo Toeschouwers: 7.000 Scheidsrechter: J. Cohen |                                         |               |                                      | Swinkels 46' ( Faessen), Driessen, Teeuwen, Van den Hurk, Gubbels , Schencke, Sijbers, Hovens, Van Rhee, Ten Berge, Van den Wildenberg |                        |
|                                                                                   |                                         |               |                                      | |                        |

Speelronde 4:
| zaterdag 2 oktober 1954                                                                  | Alkmaar '54                                                | 3 – 3 (2 – 2) | Sportclub Venlo '54                                             | Opstelling Alkmaar '54                                                                                              | Opstelling Sportclub Venlo '54                                                                                              |  |
| Stadion: Gemeentelijk Sportpark, Alkmaar Toeschouwers: 5.500 Scheidsrechter: Peijnenburg | Barend van Vliet 15' Klaas Smit 40' Henk van der Sluis 74' |               | 21' (e.d.) Dirk Kuijper 25' Pierre van Rhee 86' Geert ten Berge | Snabilie, Peggeman, Kabel, Ramakers, Kuijper, E. Smit, Van Vliet, Los, Van der Sluis, K. Smit ' ( Stelling), Michel | Swinkels, Driessen ' ( Brueren), Teeuwen, Van den Hurk, Gubbels , Schencke, Akkermans, Hovens, Van Rhee, Ten Berge, Sijbers |  |
| Stadion: Gemeentelijk Sportpark, Alkmaar Toeschouwers: 5.500 Scheidsrechter: Peijnenburg |                                                            |               |                                                                 | Snabilie, Peggeman, Kabel, Ramakers, Kuijper, E. Smit, Van Vliet, Los, Van der Sluis, K. Smit ' ( Stelling), Michel | Swinkels, Driessen ' ( Brueren), Teeuwen, Van den Hurk, Gubbels , Schencke, Akkermans, Hovens, Van Rhee, Ten Berge, Sijbers |  |
| Stadion: Gemeentelijk Sportpark, Alkmaar Toeschouwers: 5.500 Scheidsrechter: Peijnenburg |                                                            |               |                                                                 | Snabilie, Peggeman, Kabel, Ramakers, Kuijper, E. Smit, Van Vliet, Los, Van der Sluis, K. Smit ' ( Stelling), Michel | Swinkels, Driessen ' ( Brueren), Teeuwen, Van den Hurk, Gubbels , Schencke, Akkermans, Hovens, Van Rhee, Ten Berge, Sijbers |  |
|                                                                                          |                                                            |               |                                                                 | | |  |

Speelronde 5:
| zondag 10 oktober 1954                                                               | Sportclub Venlo '54 | 0 – 0 | Den Haag | Opstelling Sportclub Venlo '54 | Opstelling Den Haag                                                                                           |  |
| Stadion: Sportpark De Berckt, Baarlo Toeschouwers: 8.000 Scheidsrechter: Van der Ley |                     |       |          | Swinkels, Driessen, Teeuwen, Van den Hurk, Gubbels , Schencke, Sijbers, Akkermans, Van Rhee, Hovens, Van den Wildenberg 46' ( Smit ' ( Schreurs)) | Kraak, Bauman, Mangelmans, Koers, Willemsen, Van der Steen, Willems, C. Clavan, Zwarts, M. Clavan, Rijshouwer |  |
| Stadion: Sportpark De Berckt, Baarlo Toeschouwers: 8.000 Scheidsrechter: Van der Ley |                     |       |          | Swinkels, Driessen, Teeuwen, Van den Hurk, Gubbels , Schencke, Sijbers, Akkermans, Van Rhee, Hovens, Van den Wildenberg 46' ( Smit ' ( Schreurs)) | Kraak, Bauman, Mangelmans, Koers, Willemsen, Van der Steen, Willems, C. Clavan, Zwarts, M. Clavan, Rijshouwer |  |
| Stadion: Sportpark De Berckt, Baarlo Toeschouwers: 8.000 Scheidsrechter: Van der Ley |                     |       |          | Swinkels, Driessen, Teeuwen, Van den Hurk, Gubbels , Schencke, Sijbers, Akkermans, Van Rhee, Hovens, Van den Wildenberg 46' ( Smit ' ( Schreurs)) | Kraak, Bauman, Mangelmans, Koers, Willemsen, Van der Steen, Willems, C. Clavan, Zwarts, M. Clavan, Rijshouwer |  |
|                                                                                      |                     |       |          | | |  |

Speelronde 6:
| zondag 17 oktober 1954                            | Rotterdam                                        | 3 – 3 (2 – 1) | Sportclub Venlo '54                                                  | Opstelling Rotterdam                                                                                           | Opstelling Sportclub Venlo '54                                                                                                  |  |
| Stadion: Liesbosweg, Jutphaas Toeschouwers: 4.000 | Ab Kentie 9' Henk Schouten 15' Joop Heijster 65' |               | 26' Pierre van Rhee 55' (pen.) Ton van den Hurk 80' Gerrit Akkermans | Landman, Dame, Osterholt, De Jong, Everse, Kentie, Joop Heijster, Schouten, Van Zuijlekom, Bak, Jacq. Heijster | Swinkels, Driessen, Teeuwen, Van den Hurk, Gubbels , Schencke, Sijbers, Akkermans, Van Rhee, Hovens, Schreurs 46' ( Kleijntjes) |  |
| Stadion: Liesbosweg, Jutphaas Toeschouwers: 4.000 |                                                  |               |                                                                      | Landman, Dame, Osterholt, De Jong, Everse, Kentie, Joop Heijster, Schouten, Van Zuijlekom, Bak, Jacq. Heijster | Swinkels, Driessen, Teeuwen, Van den Hurk, Gubbels , Schencke, Sijbers, Akkermans, Van Rhee, Hovens, Schreurs 46' ( Kleijntjes) |  |
| Stadion: Liesbosweg, Jutphaas Toeschouwers: 4.000 |                                                  |               |                                                                      | Landman, Dame, Osterholt, De Jong, Everse, Kentie, Joop Heijster, Schouten, Van Zuijlekom, Bak, Jacq. Heijster | Swinkels, Driessen, Teeuwen, Van den Hurk, Gubbels , Schencke, Sijbers, Akkermans, Van Rhee, Hovens, Schreurs 46' ( Kleijntjes) |  |
|                                                   |                                                  |               |                                                                      | | |  |

Speelronde 7:
| zondag 24 oktober 1954                                    | Sportclub Venlo '54 | 1 – 1 (1 – 1) | Amsterdam         | Opstelling Sportclub Venlo '54                                                                            | Opstelling Amsterdam                                                                          |  |
| Stadion: Sportpark De Berckt, Baarlo Toeschouwers: 12.000 | Gerrit Akkermans 4' |               | 30' Tonnie Gallis | Swinkels, Van den Hurk, Teeuwen, Lamberts, Gubbels , Schencke, Sijbers, Hovens, Van Rhee, Smit, Akkermans | Van Raalte, Boskamp, Mesman, Smit, Meijer, Van Houten, Tolmeijer, Vonhof, Gallis, Klein, Kick |  |
| Stadion: Sportpark De Berckt, Baarlo Toeschouwers: 12.000 |                     |               |                   | Swinkels, Van den Hurk, Teeuwen, Lamberts, Gubbels , Schencke, Sijbers, Hovens, Van Rhee, Smit, Akkermans | Van Raalte, Boskamp, Mesman, Smit, Meijer, Van Houten, Tolmeijer, Vonhof, Gallis, Klein, Kick |  |
| Stadion: Sportpark De Berckt, Baarlo Toeschouwers: 12.000 |                     |               |                   | Swinkels, Van den Hurk, Teeuwen, Lamberts, Gubbels , Schencke, Sijbers, Hovens, Van Rhee, Smit, Akkermans | Van Raalte, Boskamp, Mesman, Smit, Meijer, Van Houten, Tolmeijer, Vonhof, Gallis, Klein, Kick |  |
|                                                           |                     |               |                   | |                                                                                               |  |

Speelronde 8:
| zondag 31 oktober 1954                                                        | Utrecht                              | 2 – 3 (1 – 2) | Sportclub Venlo '54                          | Opstelling Utrecht | Opstelling Sportclub Venlo '54 |  |
| Stadion: Liesbosweg, Jutphaas Toeschouwers: 7.500 Scheidsrechter: Van Rooijen | Jan van Capelle 15' Wim de Jongh 82' |               | 20' Jacques Hovens 35', 79' Gerrit Akkermans | Boudewijn, Sluijk, Schijvenaar, Temming, Van Dijk, Westers 46' ( Peperzak), Van den Bogert, Van Rheenen, De Jongh, Van Capelle, Blom | Swinkels, Driessen, Teeuwen, Van den Hurk, Gubbels 46' ( Ten Berge), Schencke, Sijbers, Akkermans, Lamberts, Hovens, Kleijntjes RESERVEBANK: Van Rhee |  |
| Stadion: Liesbosweg, Jutphaas Toeschouwers: 7.500 Scheidsrechter: Van Rooijen |                                      |               |                                              | Boudewijn, Sluijk, Schijvenaar, Temming, Van Dijk, Westers 46' ( Peperzak), Van den Bogert, Van Rheenen, De Jongh, Van Capelle, Blom | Swinkels, Driessen, Teeuwen, Van den Hurk, Gubbels 46' ( Ten Berge), Schencke, Sijbers, Akkermans, Lamberts, Hovens, Kleijntjes RESERVEBANK: Van Rhee |  |
| Stadion: Liesbosweg, Jutphaas Toeschouwers: 7.500 Scheidsrechter: Van Rooijen |                                      |               |                                              | Boudewijn, Sluijk, Schijvenaar, Temming, Van Dijk, Westers 46' ( Peperzak), Van den Bogert, Van Rheenen, De Jongh, Van Capelle, Blom | Swinkels, Driessen, Teeuwen, Van den Hurk, Gubbels 46' ( Ten Berge), Schencke, Sijbers, Akkermans, Lamberts, Hovens, Kleijntjes RESERVEBANK: Van Rhee |  |
|                                                                               |                                      |               |                                              | | |  |

Speelronde 9:
| zondag 7 november 1954                                                    | Rapid '54                           | 2 – 2 (2 – 0) | Sportclub Venlo '54                             | Opstelling Rapid '54                                                                                       | Opstelling Sportclub Venlo '54                                                                                     |  |
| Stadion: Kaalheide, Kerkrade Toeschouwers: 9.000 Scheidsrechter: De Groot | Hein Strouken 1' Noud van Melis 20' |               | 50' (pen.) Gerrit Akkermans 70' Geert ten Berge | Cox, Bisschops, Damsma, Barwasser, Rumpen, Coerver, Strouken, Schaffrath, Van Melis, Hanneman, Strolenberg | Swinkels, Driessen, Teeuwen, Van den Hurk, Gubbels , Schencke, Sijbers, Akkermans, Van Rhee, Ten Berge, Kleijntjes |  |
| Stadion: Kaalheide, Kerkrade Toeschouwers: 9.000 Scheidsrechter: De Groot |                                     |               |                                                 | Cox, Bisschops, Damsma, Barwasser, Rumpen, Coerver, Strouken, Schaffrath, Van Melis, Hanneman, Strolenberg | Swinkels, Driessen, Teeuwen, Van den Hurk, Gubbels , Schencke, Sijbers, Akkermans, Van Rhee, Ten Berge, Kleijntjes |  |
| Stadion: Kaalheide, Kerkrade Toeschouwers: 9.000 Scheidsrechter: De Groot |                                     |               |                                                 | Cox, Bisschops, Damsma, Barwasser, Rumpen, Coerver, Strouken, Schaffrath, Van Melis, Hanneman, Strolenberg | Swinkels, Driessen, Teeuwen, Van den Hurk, Gubbels , Schencke, Sijbers, Akkermans, Van Rhee, Ten Berge, Kleijntjes |  |
|                                                                           |                                     |               |                                                 | | |  |

Speelronde 10:
| zondag 14 november 1954                                                              | Sportclub Venlo '54 | 0 – 1 (0 – 1) | Alkmaar '54    | Opstelling Sportclub Venlo '54                                                                                                   | Opstelling Alkmaar '54                                                                               |  |
| Stadion: Sportpark De Berckt, Baarlo Toeschouwers: 6.000 Scheidsrechter: Van der Ley |                     |               | 34' Thoom Smit | Swinkels, Driessen, Teeuwen, Van den Hurk, Gubbels , Schencke, Sijbers, Kleijntjes 46' ( Van Rhee), Hovens, Ten Berge, Akkermans | Snabilie, Peggeman, Kabel, Ramakers, Kuijper, E. Smit, Buis, K. Smit, Van der Sluis, T. Smit, Michel |  |
| Stadion: Sportpark De Berckt, Baarlo Toeschouwers: 6.000 Scheidsrechter: Van der Ley |                     |               |                | Swinkels, Driessen, Teeuwen, Van den Hurk, Gubbels , Schencke, Sijbers, Kleijntjes 46' ( Van Rhee), Hovens, Ten Berge, Akkermans | Snabilie, Peggeman, Kabel, Ramakers, Kuijper, E. Smit, Buis, K. Smit, Van der Sluis, T. Smit, Michel |  |
| Stadion: Sportpark De Berckt, Baarlo Toeschouwers: 6.000 Scheidsrechter: Van der Ley |                     |               |                | Swinkels, Driessen, Teeuwen, Van den Hurk, Gubbels , Schencke, Sijbers, Kleijntjes 46' ( Van Rhee), Hovens, Ten Berge, Akkermans | Snabilie, Peggeman, Kabel, Ramakers, Kuijper, E. Smit, Buis, K. Smit, Van der Sluis, T. Smit, Michel |  |
|                                                                                      |                     |               |                | | |  |

Speelronde 11:
| zaterdag 20 november 1954                                                                                             | Sportclub Venlo '54 | 0 – 2 (0 – 2) | Rotterdam                              | Opstelling Sportclub Venlo '54                                                                                     | Opstelling Rotterdam |  |
| Stadion: Stadion Feijenoord, Rotterdam Toeschouwers: 12.000                                                           |                     |               | 1' Henk Schouten 35' Wim van Zuijlekom | Swinkels, Driessen, Teeuwen, Van den Hurk, Gubbels , Schencke, Sijbers, Akkermans, Van Rhee, Ten Berge, Kleijntjes | Landman, Dame, Osterholt, De Jong, Everse, Kentie, Broeders ' ( Joop Heijster), Schouten, Van Zuijlekom, Bak, Jacq. Heijster |  |
| Stadion: Stadion Feijenoord, Rotterdam Toeschouwers: 12.000                                                           |                     |               |                                        | Swinkels, Driessen, Teeuwen, Van den Hurk, Gubbels , Schencke, Sijbers, Akkermans, Van Rhee, Ten Berge, Kleijntjes | Landman, Dame, Osterholt, De Jong, Everse, Kentie, Broeders ' ( Joop Heijster), Schouten, Van Zuijlekom, Bak, Jacq. Heijster |  |
| Stadion: Stadion Feijenoord, Rotterdam Toeschouwers: 12.000                                                           |                     |               |                                        | Swinkels, Driessen, Teeuwen, Van den Hurk, Gubbels , Schencke, Sijbers, Akkermans, Van Rhee, Ten Berge, Kleijntjes | Landman, Dame, Osterholt, De Jong, Everse, Kentie, Broeders ' ( Joop Heijster), Schouten, Van Zuijlekom, Bak, Jacq. Heijster |  |
| Bijz.: Wedstrijd gespeeld in Rotterdam, nadat BVC Rotterdam voor het eerst toestemming kreeg om in De Kuip te spelen. |                     |               |                                        | | |  |

## Selectie
| Nat.          | Naam                  | Geb. dat.  | Wedstr. | Goals   | Vorige club        | Nieuwe club   |         |         |         |         |         |
| Keepers       | Keepers               | Keepers    | Keepers | Keepers | Keepers            | Keepers       | Keepers | Keepers | Keepers | Keepers | Keepers |
| ------------- | --------------------- | ---------- | ------- | ------- | ------------------ | ------------- | ------- | ------- | ------- | ------- | ------- |
| Nederland     | Frans Swinkels        | 02-11-1931 | 11      | 0       | SC Irene           | VVV           |         |         |         |         |         |
| Nederland     | Pierre Faessen        | 22-11-1932 | 1       | 0       | SV Blerick         | VVV           |         |         |         |         |         |
| Verdedigers   |                       |            |         |         |                    |               |         |         |         |         |         |
| Nederland     | Pierre Driessen       | 24-01-1930 | 10      | 0       | VVV                | N.E.C.        |         |         |         |         |         |
| Nederland     | Piet Gubbels          | 31-03-1921 | 9       | 0       | VVV                | VVV           |         |         |         |         |         |
| Nederland     | Ton van den Hurk      | 03-03-1933 | 11      | 1       | Eindhoven          | VVV           |         |         |         |         |         |
| Nederland     | Herman Teeuwen        | 04-06-1930 | 10      | 0       | VVV                | VVV           |         |         |         |         |         |
| Middenvelders |                       |            |         |         |                    |               |         |         |         |         |         |
| Nederland     | Bèr Brueren           | 07-03-1929 | 1       | 0       | IVO                | VVV           |         |         |         |         |         |
| Nederland     | Harry Kleijntjes      | –          | 5       | 0       | Maurits            | Fortuna '54   |         |         |         |         |         |
| Nederland     | Hay Lamberts          | 28-03-1934 | 2       | 1       | Venlosche Boys     | VVV           |         |         |         |         |         |
| Duitsland     | Gerrit Schencke       | 18-08-1926 | 11      | 0       | Kieler SV Holstein | Union Krefeld |         |         |         |         |         |
| Nederland     | Heini Schreurs        | 30-09-1929 | 5       | 0       | VVV                | N.E.C.        |         |         |         |         |         |
| Aanvallers    |                       |            |         |         |                    |               |         |         |         |         |         |
| Nederland     | Gerrit Akkermans      | 20-09-1930 | 8       | 5       | SC Helmondia       | VVV           |         |         |         |         |         |
| Nederland     | Geert ten Berge       | 14-08-1916 | 8       | 4       | CA Paris           | Wageningen    |         |         |         |         |         |
| Nederland     | Jacques Hovens        | 08-03-1924 | 5       | 1       | SC Irene           | Limburgia     |         |         |         |         |         |
| Nederland     | Pierre van Rhee       | 10-11-1923 | 11      | 4       | VVV                | N.E.C.        |         |         |         |         |         |
| Nederland     | Jeu Sijbers           | 27-10-1929 | 11      | 0       | VVV                | VVV           |         |         |         |         |         |
| Nederland     | Jenne Smit            | 24-03-1926 | 2       | 0       | VV Nieuw Buinen    | VVV           |         |         |         |         |         |
| Nederland     | Dick Snoek            | 04-04-1926 | 1       | 0       | Eindhoven          | Eindhoven     |         |         |         |         |         |
| Nederland     | Jo van den Wildenberg | –          | 3       | 0       | Brabantia          | Brabantia     |         |         |         |         |         |

## Statistieken Sportclub Venlo '54 1954/1955

### Eindstand Sportclub Venlo '54 in de NBVB 1954 / 1955
| Stand | Gespeeld | Gewonnen | Gelijk | Verloren | Punten | Doelpunten voor | Doelpunten tegen |
| ----- | -------- | -------- | ------ | -------- | ------ | --------------- | ---------------- |
| 7e    | 11       | 1        | 7      | 3        | 9      | 16              | 19               |

### Topscorers
| #                | Naam                       | Goal |
| ---------------- | -------------------------- | ---- |
| 1.               | Gerrit Akkermans           | 5    |
| 2.               | Geert ten Berge            | 4    |
| 2.               | Pierre van Rhee            | 4    |
| 3.               | Jacques Hovens             | 1    |
| 3.               | Ton van den Hurk           | 1    |
| Eigen doelpunten |                            |      |
| 1.               | Dirk Kuijper (Alkmaar '54) | 1    |
| Totaal           | Totaal                     | 16   |

| #      | Naam        | Goal |
| ------ | ----------- | ---- |
| –      | Geen speler | 0    |
| Totaal | Totaal      | 0    |

## Voetnoten
Alkmaar '54 · Amsterdam · Den Haag · Fortuna '54 · De Graafschap · Rapid '54 · Rotterdam · Twentse Profs · Utrecht · Venlo '54